# Латин, Владимир
Влади́мир Ла́тин (30 мая 1985, Нарва) — эстонский гребец, выступает за сборную Эстонии по академической гребле с 2005 года. Серебряный призёр чемпионата Европы, победитель регат национального значения, участник летних Олимпийских игр в Пекине.

## Биография
Владимир Латин родился 30 мая 1985 года в городе Нарва Эстонской ССР. Активно заниматься академической греблей начал в возрасте семнадцати лет, проходил подготовку в местном спортивном клубе «Энергия», в разное время тренировался под руководством таких специалистов как Матти Киллинг, Сергей Глусько, Татьяна Яансон.
Первого серьёзного успеха добился в 2003 году, когда попал в юниорскую сборную Эстонии и побывал на юниорском чемпионате мира в Греции, где показал в зачёте парных двухместных экипажей двадцатый результат. Год спустя соревновался на молодёжном мировом первенстве в Польше, в той же дисциплине занял четвёртое место, немного не дотянув до призовых позиций. На взрослом международном уровне дебютировал в сезоне 2005 года — на этапе Кубка мира в швейцарском Люцерне финишировал двадцать вторым. Кроме того, выиграл бронзовую медаль на молодёжном чемпионате мира в Голландии.
В 2006 году Латин выступил на этапе Кубка мира в Мюнхене, на молодёжном чемпионате мира в Бельгии и на взрослом мировом первенстве в английском Итоне, где занял двадцатое место среди мужских парных двоек. В следующем сезоне попробовал себя в парных четвёрках, стартовал на двух этапах мирового кубка, на чемпионате Европы в Познани и на чемпионате мира в Мюнхене, был там пятым и восьмым соответственно. На европейском первенстве 2008 года в Афинах завоевал в двойках серебряную медаль, уступив лидерство лишь экипажу из Франции. Благодаря череде удачных выступлений удостоился права защищать честь страны на летних Олимпийских играх в Пекине — с командой, куда также вошли гребцы Каспар Таймсоо, Игорь Кузьмин и Аллар Рая, дошёл до утешительного финала «Б» и расположился в итоговом протоколе на девятой строке.
После пекинской Олимпиады Латин остался в основном составе эстонской национальной сборной и продолжил принимать участие в крупнейших международных регатах. Так, в 2009 году в четвёрках стартовал на чемпионате Европы в белорусском Бресте, закрыл десятку сильнейших на чемпионате мира в польской Познани. Через год был восьмым на европейском первенстве в португальском городе Монтемор-у-Велью, в двойках пришёл к финишу одиннадцатым на этапе Кубка мира, прошедшем на Бледском озере в Словении. На чемпионате Европы 2011 года в болгарском Пловдиве выступал в распашных восьмёрках с рулевым, став в итоге пятым. Пытался пройти отбор на Олимпийские игры в Лондон в одноместной парной лодке, тем не менее, не смог этого сделать, оказавшись в отборочных заездах третьим. Участвовал в европейских первенствах 2013 года в Севилье и 2014 года в Белграде, в первом случае был десятым в четвёрках, во втором — двадцать первым в одиночках.
В настоящее время Владимир Латин проживает в родной Нарве, активно участвует в общественной жизни города.